# Чарский, Юзеф Давидович
Юзеф Давидович Чарский (15 [27] декабря 1897, Тифлис — 16 ноября 1948, Баку) — русский советский театральный актёр. Народный артист Азербайджанской ССР (1940).

## Биография
Родился в актёрской семье. С 1914 года работал в театре и одновременно обучался в частном Тифлисском театральном училище. Выступал на сценах театров Батуми, Ростова-на-Дону, Краснодара, Одессы, Москвы.
В 1928—1948 годах — актёр Бакинского русского театра им. С. Вургуна (ныне Азербайджанский государственный академический русский драматический театр имени Самеда Вургуна).
Член ВКП(б) с 1940 года. В том же году стал Народным артистом Азербайджанской ССР.
Остро характерный актёр, обладал ярким комедийным дарованием.

## Избранные роли
- Косме — «Дама-невидимка» Кальдерона;
- Эндрью («Двенадцатая ночь» Шекспира);
- Труффальдино («Слуга двух господ» К. Гольдони);
- Павел Греков («Павел Греков» Б. Войтехова и Л. Ленча);
- Аллахверди («В 1905 году» Дж. Джабарлы);
- Часовщик — «Кремлёвские куранты» Н. Погодина;
- Карандышев — «Бесприданница» А. Н. Островского;
- Шанур — «Фархад и Ширин» С. Вургуна;
- Кулигин — «Три сестры» А. Чехов;
- Швандя, Елисатов — «Любовь Яровая» К. Тренёва;
- Шут — «Вагиф» Вургуна;
- Штуф — «Скутаревский» Л. Леонова;
- Бублик — «Платон Кречет» А. Корнейчука;
- Наджар («Утро Востока» Э. Мамедханлы);
- Сеня Перчаткин («Чужой ребёнок» В. Шкваркина) и др.